# Rovigno

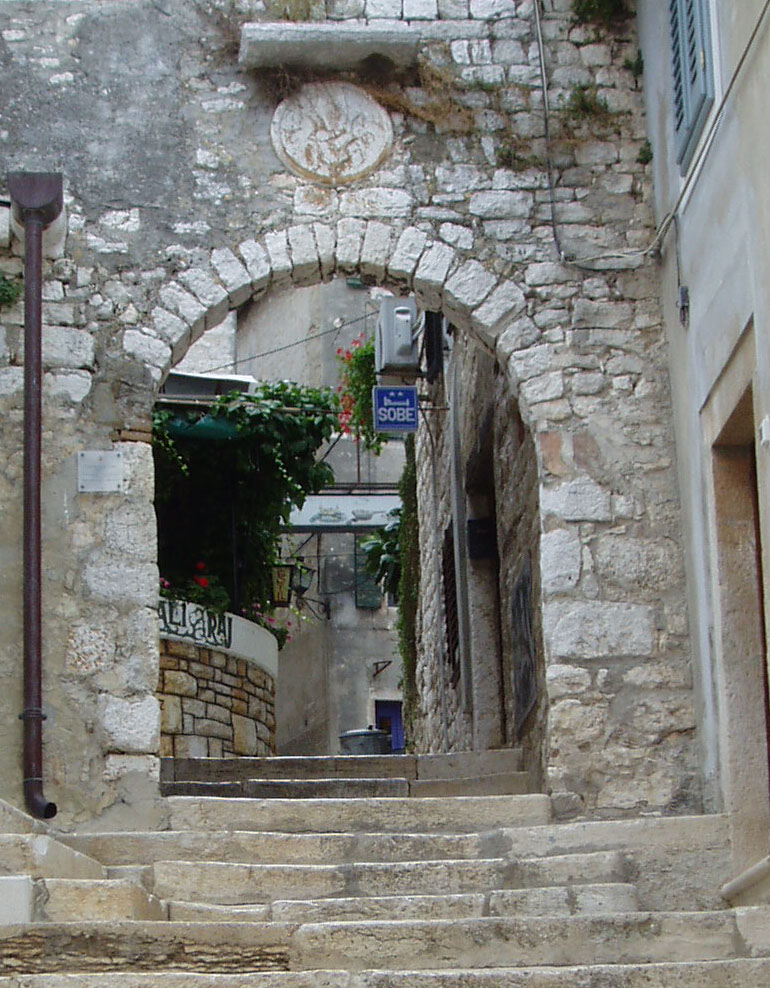
Uno scorcio di Rovigno

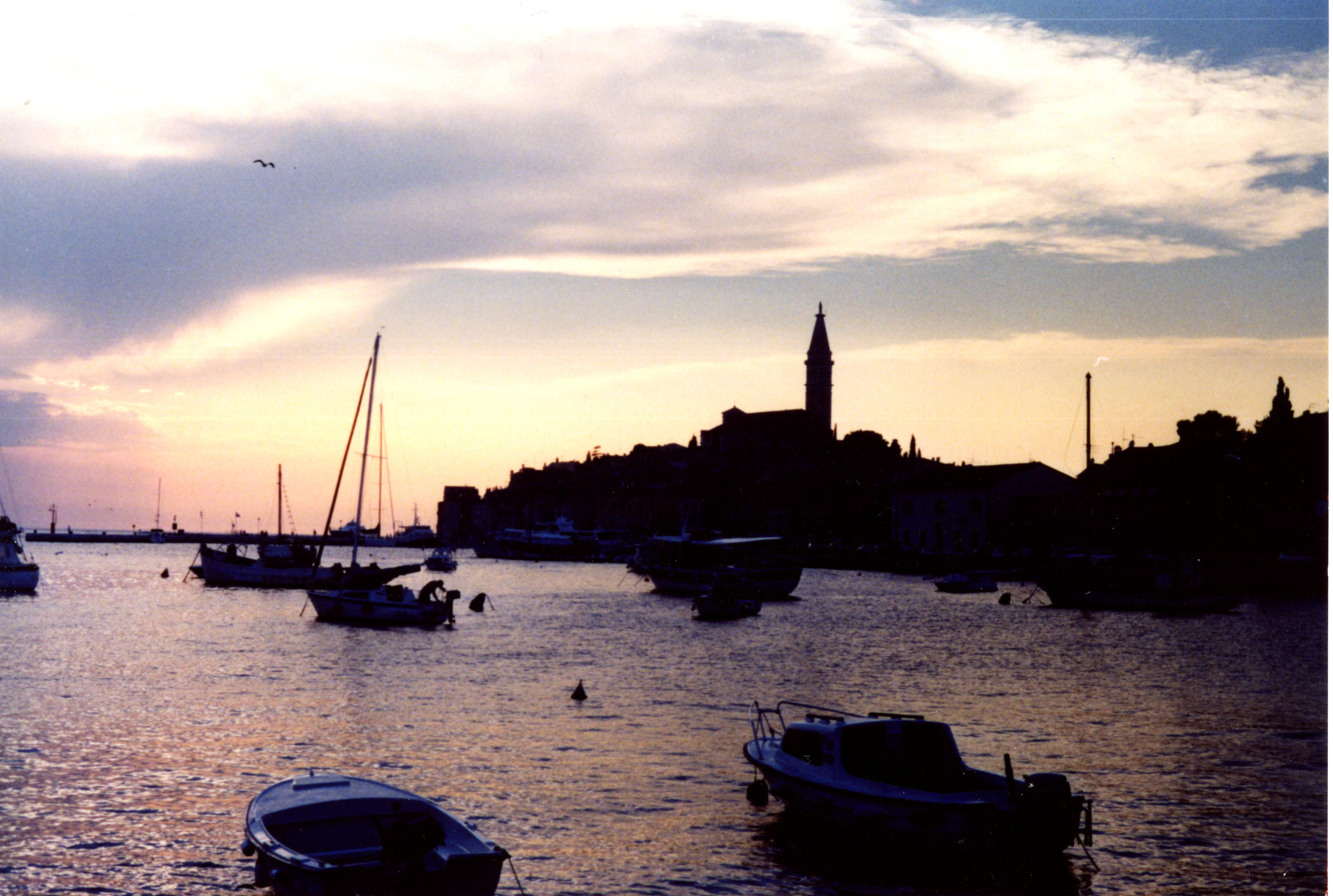
Veduta di Rovigno al tramonto

Rovigno (in croato Rovinj; in istrioto Ruvèigno o Ruveîgno; in tedesco Ruwein; in veneto Rovigno; in greco antico: Ῥυγίνιον?, Ryghìnion) è una città croata di 14 367 abitanti dell'Istria sud-occidentale.

## Geografia fisica
Sorge su una costa frastagliata e fronteggiata da scogli ed isolotti a sud del Canale di Leme, tra Parenzo e Pola.
Dista in linea d'aria circa 105 km da Venezia, 65 km da Trieste, 125 da Marina di Ravenna e 155 dal Porto di Ancona.

## Territorio
Geologicamente il territorio rovignese, come quello del resto dell'Istria è caratterizzato da formazione rocciosa di tipo carsico, molti infatti sono i fiumi sotterranei e le doline formate da questi, dette anche foibe.
Le ampie spiagge bianche di roccia calcarea o pietra d'Istria erano un tempo rosse per la forte presenza di bauxite nel terreno, presenza che ancora oggi può essere notata nel suolo superficiale.
L'aspetto rosso delle rocce in antichità ha probabilmente dato il nome alla città, infatti alcuni storici fanno risalire l'origine del nome al sostantivo rubinus volgarizzato dal latino, il quale vorrebbe significare proprio rosso.
È inoltre presente tra le due città di Rovigno e Orsera il famoso Canale di Leme o Fiordo di Lemme o Baia di Lemme, derivante dall'erosione operata dal torrente Foiba di Pisino, lo stesso torrente intorno al quale gira gran parte della trama del romanzo Mathias Sandorf di Jules Verne. Il canale fa parte dell'omonima valle di Lemme, lunga ben 35 km.
Con molta probabilità il nome di Lemme deriva dalla corruzione dialettale del termine latino limes, confine, bordo, probabilmente in antichità infatti fungeva da divisione delle due province di Pola e Parenzo, nonché da confine dei due territori di Rovigno e Orsera.

## Clima
Il clima rovignese si presenta molto mite, con inverni piovosi ed estati afose ma mitigate dalla corrente del mare.
| Rovigno             | Mesi | Mesi | Mesi | Mesi | Mesi | Mesi | Mesi | Mesi | Mesi | Mesi | Mesi | Mesi | Stagioni | Stagioni | Stagioni | Stagioni | Anno |
| Rovigno             | Gen  | Feb  | Mar  | Apr  | Mag  | Giu  | Lug  | Ago  | Set  | Ott  | Nov  | Dic  | Inv      | Pri      | Est      | Aut      | Anno |
| ------------------- | ---- | ---- | ---- | ---- | ---- | ---- | ---- | ---- | ---- | ---- | ---- | ---- | -------- | -------- | -------- | -------- | ---- |
| T. max. media (°C)  | 8,1  | 9,4  | 12,4 | 16,3 | 20,9 | 24,6 | 27,3 | 27,1 | 23,5 | 19,0 | 13,3 | 9,7  | 9,1      | 16,5     | 26,3     | 18,6     | 17,6 |
| T. min. media (°C)  | 3,3  | 3,8  | 5,9  | 9,1  | 13,3 | 17,0 | 19,5 | 19,3 | 16,3 | 12,4 | 7,6  | 4,6  | 3,9      | 9,4      | 18,6     | 12,1     | 11,0 |
| Precipitazioni (mm) | 75   | 65   | 68   | 78   | 70   | 69   | 59   | 80   | 98   | 91   | 112  | 84   | 224      | 216      | 208      | 301      | 949  |

## Storia
Il centro ha origini pre-romane. Assunse importanza sotto il dominio romano solo nei primi secoli d.C. quando il suo nome era Arupinum o Mons Rubineus e successivamente anche Ruginium e Ruvinium, da cui poi si è giunti al nome attuale. Fu per secoli città, fra le più importanti d'Istria, appartenente alla Serenissima Repubblica di Venezia (l'eredità veneziana è palpabile ovunque nella città: dalle sue strette vie acciottolate, chiamate "carrugi", ai palazzi gotici e rinascimentali, fino alla maestosa Chiesa di Sant'Eufemia, patrona della città, che con la sua torre campanaria domina il paesaggio urbano). Dopo la caduta di quest'ultima e la parentesi napoleonica, passò nelle mani dell'Impero austro-ungarico, a cui rimase sino la fine della prima guerra mondiale.
Appartenne all'Italia fino al Trattato di Parigi del 1947, data in cui fu ceduta alla Repubblica Socialista Federale di Jugoslavia. Tale fatto, come nel resto dell'Istria, causò l'esodo della maggioranza della popolazione italiana autoctona.
Nonostante questo dato storico la presenza italiana sia dal punto di vista culturale che dal punto di vista demografico è rimasta impregnata nella vita di questa e di altre città confinanti, tanto che è possibile ancora oggi a distanza di parecchi decenni ascoltare canzoni popolari in dialetto italiano, notare la toponomastica dei luoghi, quasi completamente di derivazione italiana, leggere targhe commemorative ad illustri cittadini italiani legati alla città o all'Italia stessa.
Molti cittadini rovignesi italiani sono stati inoltre decorati di medaglia d'oro al valor civile dalla repubblica italiana durante le varie commemorazioni del Giorno del ricordo, che si svolgono puntualmente ogni 10 febbraio attraverso molteplici iniziative culturali e istituzionali in tutto il territorio italiano e non solo.
L'esodo dei cittadini rovignesi ha coinvolto non solo l'Italia, ma altri paesi come ad esempio l'Australia, gli Stati Uniti d'America, il Canada, nonché molti paesi orientali, dove alcuni rovignesi conservano ancora lo status di cittadini italiani.
In origine la penisola su cui sorge il centro cittadino era un'isola, separata dalla terraferma da un canale e cinta da una spessa muraglia e da torrioni: a ponente vi era la porta di san Damiano con il relativo torrione (ora la Torre dell'Orologio), a levante la porta di Valdibora con il suo torrione (divenuta nel XVIII secolo casa di proprietà della famiglia Bognolo) e nel mezzo il famoso Portone del Ponte, munito di ponte levatoio, sul quale campeggiava una lapide con la scritta Lo Reposso dei Deserti. Tale porta fu demolita ed il canale interrato nel 1763, per espandere l'antico abitato.
Vi ha sede il Centro di Ricerche Storiche di Rovigno, un'istituzione dell'Unione Italiana.
Storicamente gli abitanti di Rovigno hanno fatto parte della comunità linguistica italiana. Secondo l'ultimo censimento austriaco del 1911 il 97,8% della popolazione era di madrelingua italiana.
Nel 1924 il comune di Rovigno assunse la denominazione di Rovigno d'Istria.

## Monumenti e luoghi d'interesse

### Architetture religiose
- Chiesa di Sant'Eufemia, costruita nel 1736 utilizzando materiale proveniente da due antichi edifici preesistenti: sul fondo della navata laterale destra si trova la statuetta di Sant'Eufemia mentre il suo sarcofago, risalente al VI secolo, è collocato alle spalle dell'altare maggiore.
- Convento Francescano (1702). Capolavoro barocco. È annessa al convento una biblioteca contenente circa 12 000 volumi antichi e pregiati. Contiene inoltre circa 250 opere d'arte sacra di importante rilevanza storica.
- Chiesetta di Santa Croce (1592), suggestiva, edificata sulla scogliera sopra la quale è possibile ancora ammirare il cippo marmoreo posato a perenne memoria dell'approdo dell'arca marmorea contenente le spoglie mortali di Eufemia di Calcedonia.
- Chiesa di San Tommaso Apostolo (XIV secolo), meraviglioso esempio di architettura medievale.
- Battistero della Santissima Trinità, collocata in Piazza del Laco, è la più antica chiesa cittadina; di stile romanico ha pianta ettagonale.
- Chiesa di San Tommaso (VIII-IX secolo), si trova a circa 5 km da Rovigno. Considerata uno splendido esempio dell'architettura sacra risalente al periodo carolingio istriano.

### Architetture civili
- Palazzo Comunale, le cui fondamenta risalgono al 1308.
- Torre dell'orologio (XII secolo), per un periodo fu adibita a prigione, ora è uno dei simboli cittadini.
- Teatro Gandusio, costruito per volere e su progetto di Nicolò Califfi, sindaco di Rovigno nel 1854. Splendido esempio architettonico, porta il nome di Antonio Gandusio, uno dei più famosi e brillanti attori del teatro novecentesco italiano, originario proprio di Rovigno.
- Porto di Rovigno: nel corso di due millenni l'area portuale dalla ristretta zona tra il molo grande (di Calsanta) e quello piccolo (della Piazza) è andata gradatamente dilatandosi all'ampio specchio di mare che arriva fino all'odierna marina, interessando praticamente tutto il canale marittimo naturale tra la terraferma e l'isola di Santa Caterina. Ciò ha determinato una transitabilità, ancoraggi e approdi particolari, nonché doppie entrate-uscite del porto.Nel porto rovignese e lungo le sue rive possiamo vedere una gran quantità d'imbarcazioni, tra le quali riconosceremo innanzi tutto le battane, barche di lunghezza fino a sei metri dal fondo piatto, adatte per i fondali bassi e la pesca sotto costa. Oltre a loro anche le tracce delle antiche marciliane e tartane, di vele alte e basse, di trabaccoli, brazzere, gaete, gozzi, leudi, caicchi... una moltitudine di natanti di legno simili, ma mai uguali, costruiti negli squeri locali, però la battana, accessibile alla maggioranza delle famiglie di pescatori, è parte delle più radicate tradizioni domestiche.

### Architetture militari
- Arco dei Balbi, costruito nel 1680 è l'antica porta della città fatta costruire dal podestà Daniele Balbi, una lastra sull'arco stesso lo ricorda.

### Vie e piazze
Tipica è la via Grisia, che si snoda nel centro storico della cittadina.

### Siti archeologici
- Moncodogno: sito preistorico della media età del bronzo (1800-1200 a.C.).
- Monsego: sito sepolcrale con tumuli di pietra.
- Villa romana di Cala Cisterna risalente ad un periodo oscillante tra il II e il IV secolo d.C.
- Cisterna romana di Cala Cisterna.

### Aree naturali
- Parco nazionale di Punta Corrente.
- Canale di Leme.

## Società

### La minoranza autoctona italiana
È presente una comunità italiana autoctona che costituisce una minoranza residuale delle popolazioni italiane che abitarono in gran numero le zone costiere dell'Istria e le isole del Quarnaro e della Dalmazia, territori che appartennero della Repubblica di Venezia. La presenza degli italiani a Rovigno è drasticamente diminuita in seguito all'esodo giuliano dalmata, avvenuto dopo la seconda guerra mondiale e motivato anche dai massacri delle foibe.
Fino al 1945 gli italiani costituivano la quasi totalità degli abitanti di Rovigno (circa 10.000 persone). Negli anni seguenti, in seguito all'annessione alla Jugoslavia, gran parte degli italiani migrarono (circa l'85%) e furono rimpiazzati da cittadini jugoslavi di varie etnie, prevalentemente croati.
Oggi Rovigno è un comune bilingue dove il croato e l'italiano sono lingue ufficiali; vi risiede una consistente minoranza italiana di circa 1650 persone, riunite nella locale Comunità degli Italiani di Rovigno. La Comunità conta circa 2.401 soci con diritto di voto, ai quali si aggiungono numerosi bambini e ragazzi; il presidente è Marino Budicin che è anche Vicesindaco di Rovigno.
Altri gruppi etnici sono costituiti da serbi, bosniaci, sloveni e albanesi.
In città, pur se in drastico calo dal secondo dopoguerra, causa l'esodo dei parlanti e l'erosione del patrimonio linguistico italiano in favore del croato, è ancora usato da taluni il tipico dialetto istrioto nella sua variante rovignese (ruvigniz nell'idioma locale): questa è una parlata romanza del gruppo italico, autoctona di queste terre d'Istria.
A Rovigno ha sede la Scuola media superiore italiana.

### Lingue e dialetti
| %      | Ripartizione linguistica (gruppi principali) |
| ------ | -------------------------------------------- |
| 0,81%  | madrelingua bosniaca                         |
| 81,85% | madrelingua croata                           |
| 10,81% | madrelingua italiana                         |
| 2,31%  | madrelingua albanese                         |
| 1,34%  | madrelingua serba                            |

| %      | Ripartizione linguistica (gruppi principali) |
| ------ | -------------------------------------------- |
| 1,09%  | madrelingua bosniaca                         |
| 81,15% | madrelingua croata                           |
| 10,39% | madrelingua italiana                         |
| 2,57%  | madrelingua albanese                         |
| 1,57%  | madrelingua serba                            |

## Cultura

### Musei
- Museo della Città di Rovigno, dedicato alla storia di Rovigno è stato aperto nel 1954 e ha sede nel Palazzo dei conti Califfi.
- Ecomuseo Casa della Batana, aperto nel 2004 è dedicato alla batana, la tradizionale barca in legno simbolo di Rovigno.
- Centro delle arti visive Batana, costituito nel 1951 e opra dal 1990 con il nome attuale.
- Acquario di Rovigno, aperto nel 1891 Zoologische Station des berliner Aquarius (Stazione zoologica dell'acquario di Berlino) si trova nel centenario Centro di Ricerca Marittima Ruder Boskovic.

## Geografia antropica
Il comune di Rovigno è diviso in due frazioni (in croato chiamate naselja):
| - Rovigno (Rovinj), sede comunale - Villa di Rovigno (Rovinjsko Selo) |

## Economia

### Turismo
In base ai dati dell'Ente per il Turismo della Contea (Regione) Istriana, Rovigno, per il numero di pernottamenti realizzati, è la seconda destinazione turistica della Croazia.
Tra i paesi d'origine dei più numerosi ospiti della città di Rovigno ci sono la Germania, l'Italia, l'Austria e l'Olanda. Sul territorio della città di Rovigno si contano 10 alberghi. Nel 2009 è stato aperto il primo hotel a 5 stelle, l'hotel Monte Mulini.
Numerosi sono i centri naturisti (FKK) nei dintorni. Il più grande è il villaggio Valalta che ospita oltre seimila persone e che fu fondato nel 1968.

## Amministrazione

### Gemellaggi
- Camaiore
- Adria
- Pesaro
- Leonberg

Fonte: